# Quercella
Quercella is een monotypisch geslacht van schimmels behorend tot de familie Hymenogastraceae. Het bevat alleen Quercella aurantiaca.